# Yolbars Khan
Yolbars Khan fou kan d'una secció de la Gran Horda Kazakh que estava establerta a la regió de Taixkent.
No és esmentat fins a 1738 però segurament governava des d'una data entre 1723 (quan Taixkent fou conquerida temporalment per Jungària) i 1729. El 1738 Yolbars Khan va escriure a la cort russa per demanar la protecció pel seu poble a canvi de poder comerciar amb Orenburg. Rússia va preparar una patent d'investidura que mai fou lliurada. En aquest mateix any el kan de Jungària Galdan Chereng va obtenir de la Gran Horda una taxa d'una pell de korsak (el nom local d'algun animal) per cap, probablement de la secció de Yolbars.
El 1739 el governador d'Orenburg, Tatischef, va enviar una caravana a Taixkent manada pel tinent Müller al que acompanyava l'enginyer Kushelef. La caravana fou saquejada per kazakhs de la Gran Horda a dos dies de camí de Taixkent. Müller va poder arribar a la ciutat el 9 de novembre de 1739 i va presentar les credencials a Yolbars Khan i va demanar el retorn dels objectes robats; el kan va lamentar la seva mala fortuna i agrair a Déu que havia salvat la vida i arribat sa i estalvi, i va dir que la devolució la demanaria a Kogilde, el cap dels saquejadors, i amenaçar-lo que o ho feia o entregaria el fill de Kogilde al Kanat de Jungària Galdan Chereng; però el kan no tenia gaire confiança en l'objectiu. Müller es va allotjar a la casa d'un mercader de nom Mamaia Usupof que es va entrevistar amb el kan i va obtenir l'alliberament dels presoners. En aquest moment Yolbars governava a Taixkent i Seyid Sultan al Turquestan; les relacions entre els dos no són clares, però Seyid no utilitzava el títol de kan i podria ser un representant de l'Horda Mitjana que exercia el control de bona part de la Gran Horda, i que poc després apareix governant a Turkestan. Segons les notes de Chulpanof els kazakhs del kan Yolbars només governaven al districte de Taixkent i saquejaven als habitants de la ciutat tant com volien. Els ciutadans de Taixkent, els sarts, es van revoltar l'abril de 1740 (just quatre dies després de sortir Müller) i Yolbars va morir a la revolta. Els kazakhs van saquejar altre cop la ciutat. Tuyul o Tiul (Tiul Khan), un kazakh que governava part de la ciutat, el va succeir.